# 短柱肖菝葜
短柱肖菝葜（学名：Heterosmilax yunnanensis）为百合科肖菝葜属下的一个种。其种加词 yunnanensis 意为“云南的”。